# Acueducto de Morelia

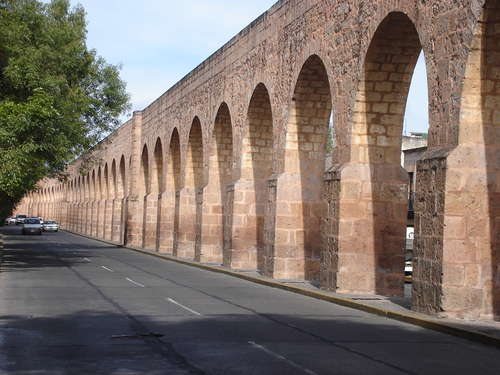
El acueducto de Morelia

El acueducto de Morelia es uno de los acueductos más importantes de Estado de Michoacán localizado en la ciudad conocida entonces como Valladolid, y ahora como Morelia, Michoacán. Levantado durante el periodo colonial, a lo largo de su historia sufrió numerosas remodelaciones y reconstrucciones.

## El primer acueducto
El primer acueducto que tuvo la entonces ciudad de Valladolid se levantó poco tiempo después de haberse fundado la misma, por el año de 1549. Se encontraba tal estructura levantada por horcones o terraplenes sobre los que se colocaban o apoyaban las "canoas" de madera (troncos grandes y largos, tallados en su centro en forma de una canoa alargada, de ahí el nombre) unidas por clavos o cuñas de tejamanil, para que el líquido llegara a la ciudad desde la zona Oriente de ésta. La obra desde su comienzo tuvo problemas continuos ya que, debido a su rudimentaria elaboración algunas de las partes tenían que ser reparadas y reemplazadas de forma constante. Otra estructura levantada a finales del siglo XVI, de cal y canto, sustituyó en gran parte a la anterior.
Para financiar la obra, se autorizó en 1589 un impuesto sobre el vino para atender a su mantenimiento. Comenzó autorizándose por un año, pero permaneció hasta 1779, puesto que la naturaleza del terreno hizo constantes las obras, que comenzaron en 1616 con la reconstrucción del "caño de agua" y siguieron en 1638 con la construcción de un tramo de 430 metros por parte del maestro Antonio de Molina.
En 1639 y 1641 hubo que reconstruir la presa de toma casi por completo, tal como acredita que las obras duraron dos años. En 1646 se adjudicó otro tramo del acueducto al contratista, pero debido a la mala administración del dinero obtenido por el impuesto especial para el acueducto, los problemas entre el Cabildo y el contratista, se prolongaron 13 años, hasta que las obras se iniciaron en 1657 y se paralizaron en 1659 al encarcelar al maestro contratista.
Hubo que esperar a 1731, cuando gracias al aporte del obispo de Michoacán Manuel de Escalante Colombres, y del legado que dispuso a su muerte en 1708, pudo iniciarse la obra final en el casco urbano de la ciudad a cargo de Nicolás López Quijano y así terminó esta fase de las obras que se mantuvieron a duras penas hasta que en 1782 se descubrió el mal estado de la obra y el inminente colapso de la arquería, lo que aconteció dos años después, el 16 de mayo de 1784, cayendo 22 arcos al suelo.

## El acueducto actual

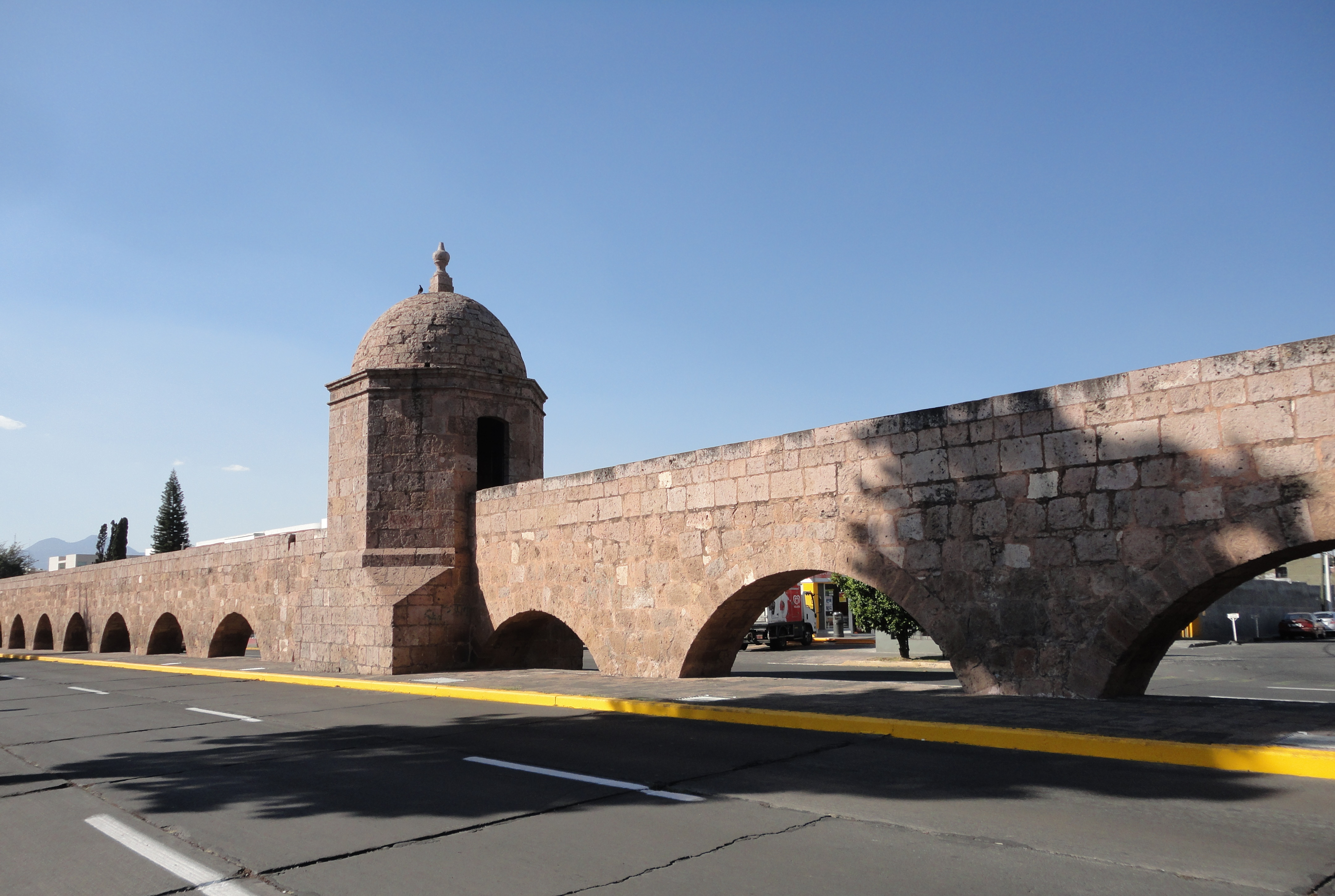
Segunda caja de agua del Acueducto de Morelia, es la imagen que aparece al reverso de los billetes de 50 pesos.

La forma y obra actual del acueducto que ha llegado hasta nuestros días, se levantó entre los años de 1728 y 1730, y se construyó inmediatamente después del colapso del acueducto elevado. Entonces se encargó un reconocimiento de la obra a los maestros Diego Durán y Valentín Elizarrazaz, que emitieron su informe y presupuesto, pero las sequías de la época mantenían las arcas vacías y un importante porcentaje de la población sin trabajo y en la miseria. Fue el obispo Antonio de San Miguel, mediante un edicto promulgado el 21 de octubre de ese 1785, quien proporcionó el dinero necesario para comenzar esta obra, que tendría como uno de sus principales objetivos, el de proporcionar trabajo entre los habitantes y llevar el agua a la ciudad, a fin de acabar con el problema de su desabasto entre la población.
El acueducto tiene una longitud de poco más de 1700 metros, se conforma por 253 arcos de medio punto para altura máxima de 9.24 metros ubicado cerca a la zona del Jardín Villalongín; 2 cajas de agua, una al inicio, y la otra aproximadamente a 700 metros de la primera. 
El acueducto llevaba el agua hasta el entonces límite de la ciudad, de donde la repartía a través de una tubería subterránea de barro a las fuentes, conventos y casas particulares. Su uso vio fin en los albores del siglo XX, por el año de 1910. Se restauró en el año de 1998, como una de las muestras de la hermosa arquitectura de la ciudad.